# Peleus
Peleus (græsk: Πηλεύς) er en sagnhelt i græsk mytologi. Han var søn af kong Aiakos på øen Aigina, og moderen var Endeïs, en nymfe på bjerget Pilion sydøst for Thessalien. Hans bror var Telamon, der herskede over myrmidonerne. Peleus giftede sig med havnymfen Thetis, og de fik helten Achilleus. Han var en uovertruffen jæger og yndet af Artemis.
Peleus og hans bror Telamon var venner med Herakles, og de deltog i Herakles' krig mod amazonerne, hans krig mod kong Laomedon og hans søgen efter Det Gyldne Skind. Selv om det ikke var andre konger i Aigina, hævdede kongene af Epirus at nedstamme fra Peleus i den historiske periode.

## Ægteskab med Thetis
Både Zeus og havguden Poseidon ønskede at have Thetis, men det var forudsagt, at hendes søn ville blive mægtigere end sin fader. Zeus mente, at hvis hun giftede sig med en dødelig, ville hendes søn ikke kunne rivalisere med guderne, hvorfor det blev bestemt, at hun skulle gifte sig med Peleus. Peleus måtte dog vinde en brydekamp med Thetis for at få hende til hustru. Under brydekampen forvandlede hun sig til alle slags dyr og også til ild, men efter en hård kamp vandt Peleus, men Thetis nægtede at tale med Peleus.
Ved brylluppet deltog de olympiske guder. Som bryllupsgave overrakte Poseidon ham to udødelige heste: Ksantos og Balios (Ξάνθος, «blonde» og Βάλιος, «skimlet») I løbet af bryllupsfesten trak stridens gudinde, Eris, et æble frem, hvorpå der stod "Til den skønneste" og lod det trille ind blandt gudindene. Tre var overbevist om, at det var dem: Hera, Afrodite og Athene. De begyndte at skændes og forlangte at Zeus skulle afgøre tvisten, men han vægrede sig og overlod opgaven til Paris, en prins fra Troja. Det blev begyndelsen til Den Trojanske Krig.